# Podothecus hamlini
Podothecus hamlini is een straalvinnige vissensoort uit de familie van harnasmannen (Agonidae). De wetenschappelijke naam van de soort is voor het eerst geldig gepubliceerd in 1898 door Jordan & Gilbert.